# Parafia św. Anny w Ropczycach
Parafia św. Anny w Ropczycach – parafia rzymskokatplicka znajdująca się w diecezji rzeszowskiej w dekanacie ropczyckim. 
Parafia została erygowana w 1978. Mieści się przy ulicy św. Anny. Kościół parafialny jest murowany, zbudowany w latach 1978–1983, poświęcony w 1985 r.

## Proboszczowie
- ks. Józef Kasprzak (1978–1994)
- ks. Wojciech Styczyński (1994–2012)
- ks. Tomasz Kozicki (2012–2019)
- ks. Grzegorz Kamiński (od 2019)